# Попов, Александр Никифорович
Александр Никифорович Попов (около 1840, Витебская губерния — 6 [18] августа 1881, Варшава) — русский химик-органик, ученик А. М. Бутлерова, профессор Варшавского университета.

## Биография
А. Н. Попов в 1865 году окончил Казанский университет со степенью кандидата на представленную диссертацию «По поводу сродства углеродного атома». В этой работе было экспериментально доказано (вопреки утверждениям немецкого химика Кольбе о неравноценности валентностей углерода), что все четыре единицы сродства (валентности углеродного атома) тождественны, что оказало существенную поддержку теории химического сродства А. М. Бутлерова.
Продолжил работу в Казанском университете, где в 1869 году защитил докторскую диссертацию «Об окислении одноатомных кетонов», в которой сформулировал известное правило окисления кетонов, вошедшее в науку под названием «Правило Попова». Предложил методы определения химического строения кетонов, кислот, спиртов и углеводородов.
В 1869 году, в год основания Варшавского университета, А. Н. Попов был приглашен в этот университет на должность экстраординарного профессора.

## «Правило Попова»
Правило Попова (сформулировано в 1868—1872 гг.): окисление несимметричных ациклич. кетонов осуществляется с разрывом углеродной цепи по обе стороны от карбонильной группы, что приводит в общем случае к образованию смеси четырёх кислот (см. формулу реакции):
Окисление кетонов проходит в жёстких условиях (щелочной раствор КMnО4, горячая конц. HNO3, соед. Cr(VI) в Н2SO4). Считается, что при этом происходит енолизация кетонов (по обе стороны от карбонильной группы), а образовавшиеся енолы окисляются по кратным связям с расщеплением молекулы.
Легче расщепляется связь карбонила с третичным атомом углерода; связь с четвертичным атомом углерода не расщепляется, поэтому часто кетоны окисляются более однозначно, чем этого требует Правило Попова.
Например:
- C2CHCOCHC2R' → R2CO + R’CH2COOH
- R3CHCOCH3 → R3CHCOOH + CO2 + H2O